# Sévaz
Sévaz ist eine politische Gemeinde im Distrikt Broye des Kantons Freiburg in der Schweiz.

## Geographie
Sévaz liegt auf 492 m ü. M., 2,5 km ostsüdöstlich des Bezirkshauptortes Estavayer-le-Lac (Luftlinie). Das Dorf erstreckt sich auf dem Plateau des breiten Höhenrückens zwischen dem Neuenburgersee und der Broyeebene, im nordwestlichen Freiburger Mittelland.
Die Fläche des 2,5 km² grossen Gemeindegebiets umfasst einen Abschnitt des Höhenrückens, der den Neuenburgersee von der Broyeebene trennt. Der grösste Teil des Gebietes ist eben und reicht im Norden auf die Flur Champ de Lune, im Osten bis auf den Haut de Champ Bory (mit 500 m ü. M. der höchste Punkt von Sévaz). Nach Süden erstreckt sich der Gemeindeboden über den Wald Fin de la Râpe in die Talniederung des Arignon (linker Seitenbach der Petite Glâne). Von der Gemeindefläche entfielen 1997 8 % auf Siedlungen, 2 % auf Wald und Gehölze und 90 % auf Landwirtschaft.
Nachbargemeinden von Sévaz sind Estavayer und Les Montets.

## Bevölkerung
Mit 314 Einwohnern (Stand 31. Dezember 2023) gehört Sévaz zu den kleinen Gemeinden des Kantons Freiburg. Von den Bewohnern sind 89,7 % französischsprachig, 6,2 % deutschsprachig, und 1,4 % sprechen Englisch (Stand 2000). Die Bevölkerungszahl von Sévaz belief sich 1900 auf 77 Einwohner. Im Verlauf des 20. Jahrhunderts pendelte die Bevölkerung im Bereich zwischen 80 und 110 Einwohnern. Seit 1980 (86 Einwohner) wurde ein rasches Bevölkerungswachstum verbunden mit einer Verdoppelung der Einwohnerzahl innerhalb von 20 Jahren verzeichnet.

## Wirtschaft
Sévaz war bis in die zweite Hälfte des 20. Jahrhunderts ein vorwiegend durch die Landwirtschaft geprägtes Dorf. Noch heute haben der Ackerbau, der Obstbau und die Viehzucht einen gewissen Stellenwert in der Erwerbsstruktur der Bevölkerung. Weitere Arbeitsplätze sind im lokalen Kleingewerbe und im Dienstleistungssektor vorhanden. Westlich des Dorfes entstand seit den 1980er-Jahren eine Industrie- und Gewerbezone. Hier haben sich Betriebe des Metallbaus, der Abfallentsorgung, mechanische Werkstätten, eine Sandstrahlerei und ein Betrieb für Campingausrüstungen niedergelassen. Seit Juni 2015 befindet sich ein Verteilzentrum eines deutschen Discounters in der Zone. In den letzten Jahrzehnten hat sich das Dorf auch zu einer Wohngemeinde entwickelt. Viele Erwerbstätige sind deshalb Wegpendler, die hauptsächlich in den Regionen Estavayer-le-Lac und Payerne arbeiten.

## Verkehr
Die Gemeinde ist verkehrsmässig gut erschlossen. Sie liegt an der Hauptstrasse von Payerne nach Estavayer-le-Lac. Der nächste Anschluss an die Autobahn A1 (Lausanne-Bern), die im Jahr 2001 eröffnet wurde und das Gemeindegebiet durchquert, befindet sich rund 3 km vom Ortskern entfernt. Durch eine Buslinie der Transports publics Fribourgeois, die von Estavayer-le-Lac aus als Rundkurs verkehrt, ist Sévaz an das Netz des öffentlichen Verkehrs angebunden.

## Geschichte
Die erste urkundliche Erwähnung des Ortes erfolgte 1056 unter dem Namen Silva. Später erschienen die Bezeichnungen Selva (1230), Seyva (1337), Syva (1668) und Sèvaz (1849). Der Ortsname ist vom lateinischen Wort silva (Wald) abgeleitet.
Seit dem Mittelalter unterstand Sévaz der Herrschaft Estavayer, doch hatten auch die Bischöfe von Lausanne Grundbesitz auf dem Gemeindeboden. Im 12. Jahrhundert wurde bei Sévaz ein kleines Priorat gegründet, das den Chorherren vom Grossen Sankt Bernhard gehörte. Nachdem Bern 1536 das Waadtland erobert hatte, wurde Sévaz der Vogtei Estavayer zugeteilt. Nach dem Zusammenbruch des Ancien Régime (1798) gehörte das Dorf während der Helvetik und der darauffolgenden Zeit zum Bezirk Estavayer, bevor es 1848 in den Bezirk Broye eingegliedert wurde. Durch einen Dorfbrand in der Nacht vom 2. auf den 3. Oktober 1847 wurden zahlreiche Häuser in Mitleidenschaft gezogen.

## Sehenswürdigkeiten
Die Kapelle Saint-Nicolas de Myre ist seit dem 14. Jahrhundert erwähnt und wurde 1774–75 umfassend restauriert. Sie besitzt heute mit eindrucksvollen modernen Glasmalereien versehene Fenster.

## Persönlichkeiten
- Auguste Marmier (1841–1894), Jurist und Politiker